# Le Revest-les-Eaux
Le Revest-les-Eaux ist eine französische Gemeinde mit 4046 Einwohnern (Stand 1. Januar 2022) im Département Var in der Region Provence-Alpes-Côte d’Azur. Sie gehört zum Kanton Toulon-3 im Arrondissement Toulon.

## Geografie
Le Revest-les-Eaux liegt im Norden Toulons, an dessen Stadtgebiet die Gemeinde auf dem Mont Faron (584 m) angrenzt. Von West nach Ost gesehen hat Le Revest-les-Eaux folgende Nachbargemeinden: Toulon, Évenos, Signes, Solliès-Toucas, Solliès-Ville und La Valette-du-Var.

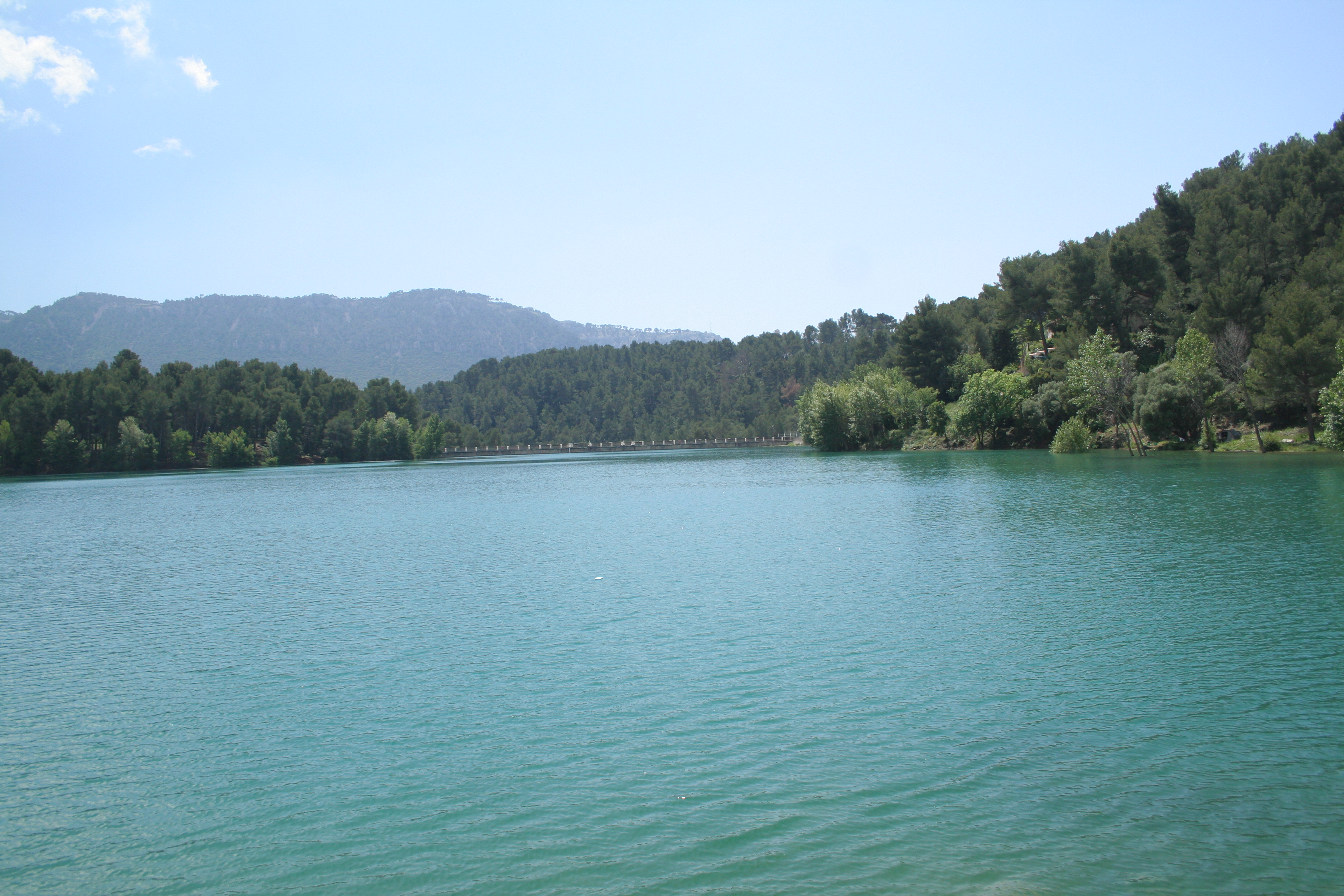
Der Stausee Barrage de Dardennes von Revest-les-Eaux

Das alte Dorf wurde auf einem Felsen am Fuße eines mittelalterlichen Turms errichtet. Die vornehmlich gegen Westen und Süden ausgerichteten Häuser liegen an vier Straßen, die über Durchgänge miteinander verbunden sind. Le Revest ist ein typisch provenzalischer Ort, dessen Gemeindegebiet zu einem großen Teil unter Naturschutz steht.
Le Revest-les-Eaux beherrscht das Dardennes-Tal mit seinem Stausee. Vom Meer ist der Ort durch den 584 m hohen Mont Faron getrennt, nach Norden erhebt sich der 804 m hohe Mont Caume, der 796 m hohe Grand Cap und der Coudon.

## Geschichte
Der Ort wird in den Urkunden erstmals im 13. Jahrhundert als Revestetum und Revestum genannt. Er stand unter der Herrschaft der Grafen von Marseille, später derer von Montauban und Ventimiglia.